# Kymmenegårds lätta infanteribataljon
Kymmenegårds lätta infanteribataljon ursprungligen Viborgs läns infanteriregemente var ett infanteriförband inom svenska armén som verkade i olika former åren 1630–1791. Förbandet var förlagd till Viborgs län, Finland.

## Historia
Regementet har sitt ursprung ur det Finska storregementet och blev uppsatt som Västra Viborgs regemente 1625 och Östra Viborgs regemente 1630 av Gustav II Adolf inför trettioåriga kriget. I 1634 års regeringsform fastställdes den svenska regementetsindelningen, där det angavs att armén skulle bestå av 28 regementen till häst och fot, med fördelningen av åtta till häst och 20 till fot. De indelta och roterande regementena namngavs efter län eller landskap, medan de värvade regementena uppkallades efter sin chef. Regeringsformen angav Viborgs regemente som det trettonde i ordningen. Dock blev det ett nummer som aldrig användes, annat än för att ange regementets plats, enligt den då gällande rangordning.
År 1696 sammanslogs Västra Viborgs regemente med Östra Viborgs regemente och bildade de indelta regementet Viborgs läns infanteriregemente, vilket då bestod av 1.025 man. Regementet var i Livland år 1700. Det blev tillfångataget 1710 i Riga varvid det fick sättas upp på nytt. Efter freden i Nystad 1721 då Sverige förlorat stora delar av Karelen till Ryssland, kom regementet att kallas Kymmenegårds läns infanteriregemente. 431 rotar försvann och kvarvarande 569 knektar organiserades på fem kompanier. År 1735 reducerades regementet till en bataljon och blev underställd Nylands läns infanteriregemente. År 1775 antogs namnet Kymmenegårds lätta infanteribataljon och ingår i Savolaxbrigaden. År 1780 underställdes bataljonen åter Nylands infanteriregemente. År 1791 upplöstes Kymmenegårds lätta infanteribataljon.

## Ingående enheter
| Kompanier före 1721 - Livkompaniet - Överstelöjtnantens kompani - Majorens kompani - Veckelax kompani - Elimä kompani - Eurpeä kompani - Lappvesi kompani - Ruokolax kompani | Kompanier efter 1721 - Livkompaniet - Överstelöjtnantens kompani - Veckelax kompani - Elimä kompani - Lappvesi kompani - Ruokolax kompani |

| Kompanier efter 1743 - Majorens kompani - Elimä kompani |

## Förbandschefer
Förbandschefer åren 1625–1721. Åren 1625–1696 fanns det två regementen i Viborgs län, dessa förenades som ett regemente 1696.
| Västra Viborgs läns infanteriregemente - 1625–1634: Hans Wrangel - 1634–1637: Casper Ermis - 1637–1643: Ewert Taube - 1643–1660: Anders Koskull - 1660–1665: De la Chateur - 16??–1680: Otto Reinhold Taube | Östra Viborgs läns infanteriregemente - 1630–1633: Jakob Skotte - 1633–1646: Reinhold Wrangel - 1646–1647: Erik Stenbock - 1647–1656: Frans Jonston - 1657–1660: Patrik Ogilwie - 1678–1678: Anders Munk - 1678–1686: Mauritz Wellingk - 1686–1687: Gotthard Wilhelm von Budberg - 1687–1688: Mauritz von Gerdten - 1688–1696: Zacharias Aminoff |

| Viborgs läns infanteriregemente - 1696–1700: Zacharias Aminoff - 1700–1710: Gustaf Adolph Mellin - 1710–1713: Adolph Friedrich von Krusenstierna † - 1719–1721: Christoffer Conrad Bildstein | Kymmenegårds läns infanteriregemente - 1721–1727: Samuel Wallenstierna - 1727–1739: Adam Johan Giertta Kymmenegårds lätta infanteribataljon - 1780-1781 Carl Henrik Furumarck - 1781-1788 Pehr af Enehielm - 1790-1791 Adam Hierta |

## Namn, beteckning och förläggningsort
| Östra Viborgs läns infanteriregemente | 1630-??-?? | – | 1696-??-?? |
| Viborgs läns infanteriregemente       | 1696-??-?? | – | 1710-??-?? |
| Viborgs läns infanteriregemente       | 1710-??-?? | – | 1721-??-?? |
| Kymmenegårds läns infanteriregemente  | 1721-??-?? | – | 1776-??-?? |
| Kymmenegårds lätta infanteribataljon  | 1776-??-?? | – | 1791-??-?? |

| Viborgs län | 1630-??-?? | – | 1700-??-?? |
| Livland     | 1700-??-?? | – | 1710-??-?? |
| Viborgs län | 1710-??-?? | – | 1791-??-?? |